# Gefährliche Nähe
Gefährliche Nähe ist eine deutsche Thriller-Dramaserie, die am 14. Oktober 2021 auf RTL+ ausgestrahlt wurde. Es ist eine deutsche Adaption der niederländischen Serie Klem.

## Handlung
Die Serie handelt von zwei Vätern, die unterschiedlicher nicht sein könnten, die aber durch die Freundschaft ihrer Töchter miteinander verbunden sind und in einen gefährlichen Strudel aus Gewalt hineingezogen werden.